# William Stuart-Houston
William Patrick Stuart-Houston, rozený William Patrick Hitler (12. března 1911 Liverpool, Anglie – 14. července 1987 Patchogue, New York), byl nevlastní synovec diktátora Adolfa Hitlera narozený v Anglii. Narodil se do rodiny Adolfova nevlastního bratra Aloise Hitlera mladšího a jeho irské manželky Bridget Dowlingové, vyrůstal v liverpoolské čtvrti Toxteth. Později se přestěhoval do Německa, kde pracoval pro svého nevlastního strýce, a poté emigroval do Spojených států, kde získal americké občanství (vedle britského) a během druhé světové války sloužil v americkém námořnictvu proti svému nevlastnímu strýci.

## Život

### Raný život
Narodil se 12. března 1911 jako William Patrick Hitler v liverpoolské čtvrti Toxteth v Anglii do rodiny nevlastního bratra Adolfa Hitlera Aloise Hitlera mladšího a jeho irské manželky Bridget Dowlingové. Manželé se seznámili v Dublinu, když zde Alois v průběhu roku 1909 pobýval; v roce 1910 se vzali v londýnské čtvrti Marylebone a přestěhovali se do Liverpoolu. Rodina žila v bytě na Upper Stanhope Street 102, který byl dne 10. ledna 1942 zničen při posledním německém náletu Liverpool Blitz. Dowlingová napsala rukopis s názvem My Brother-in-Law Adolf, v němž tvrdila, že Adolf s ní žil v Liverpoolu od listopadu 1912 do dubna 1913, aby se vyhnul odvodu do armády v Rakousku-Uhersku. Kniha je z velké části považována za fiktivní dílo, protože Hitler v té době ve skutečnosti pobýval ve vídeňské ubytovně Meldemannstraße.
V roce 1914 Alois opouští Bridget Dwlingovou a vydává se na hráčské turné po Evropě. Později se vrátil do Německa. Kvůli vypuknutí první světové války se nemohl vrátit k rodině a nechal výchovu Williama na matce. Znovu se bigamně oženil, ale v polovině dvacátých let Bridget napsal, aby poslala Williama na návštěvu do Výmarské republiky. Bridget nakonec v roce 1929 souhlasila. Williamovi tehdy bylo 18 let a Alois již měl se svou německou manželkou dalšího syna jménem Heinrich. Heinrich se na rozdíl od Williama stal oddaným nacistou, vstoupil do Wehrmachtu a v roce 1942 zemřel v sovětském zajetí.

### Nacistické Německo
V roce 1933 se vydal do tehdejšího nacistického Německa, aby využil rostoucí moci svého nevlastního strýce. Adolf Hitler, který byl nyní kancléřem, mu svěřil práci v Reichskreditbank v Berlíně. Zde pracoval po většinu třicátých let. Později začal pracovat v automobilce Opel a jako prodejce automobilů. Nespokojen s těmito zaměstnáními opět požádal svého nevlastního strýce o lepší práci. Vyhrožoval mu, že zveřejnění kompromitující informace o rodině, pokud se jeho osobní poměry nezlepší.
V roce 1938 jej Hitler požádal, aby se vzdal britského občanství výměnou za vysoce postavenou práci. William pochopil, že se jedná o past. Uprchl z Německa a znovu se strýce pokusil vydírat. Tentokrát mu vyhrožoval, že oznámí tisku, že Adolfův údajný dědeček z otcovy strany byl ve skutečnosti židovský obchodník. Vrátil se do Londýna, kde pro časopis Look napsal článek „Proč nenávidím svého strýce“.

### Emigrace do Spojených států
V lednu 1939 vzal novinový magnát William Randolph Hearst Williama a jeho matku do Spojených států na přednáškové turné. Když začala druhá světová válka, William s matkou byli nuceni v Americe setrvat. Po podání speciální žádosti prezidentu Franklinu D. Rooseveltovi mu bylo umožněno, aby v roce 1944 vstoupil do služeb námořnictva Spojených států. Přestěhoval se do čtvrti Sunnyside v newyorském obvodu Queens. Během druhé světové války sloužil u námořnictva jako pomocník lékárníka (označení později změněno na nemocniční sanitář), a to až do svého propuštění v roce 1947. Při nástupu do služby se jej důstojník zeptal na jméno. Odpověděl: „Hitler.“ Důstojník si myslel, že žertuje, a odpověděl: „Rád vás vidím, Hitlere. Jmenuji se Hess.“ Během války byl zraněn v boji a vyznamenán Purpurovým srdcem.

### Pozdější život
Po propuštění z námořnictva si změnil příjmení na „Stuart-Houston“. V roce 1947 se oženil s Phyllis Jean-Jacquesovou, která se narodila v Německu v polovině dvacátých let. Po navázání vztahu se společně s Bridget snažili žít ve Spojených státech v anonymitě. Přestěhovali se do Patchogue ve státě New York, kde William využil svého lékařského vzdělání. Založil firmu, která analyzovala krevní vzorky pro nemocnice. Jeho laboratoř, kterou nazval Brookhaven Laboratories (nemá žádnou souvislost s Brookhaven National Laboratory), se nacházela v jeho domě na Silver Street 71.
Se svou ženou měli čtyři syny: Alexandera Adolfa (* 1949), Louise (* 1951), Howarda Ronalda (1957–1989) a Briana Williama (* 1965). Žádný ze synů nemá vlastní děti. Novinář David Gardner ve své knize The Last of Hitlers z roku 2001 spekuloval o tom, že všichni čtyři bratři uzavřeli ústní dohodu, že nebudou plodit děti. Toto tvrzení výslovně popřel nejstarší syn Alexander s tvrzením, že Howard Ronald byl zasnoubený a měl v úmyslu mít děti, zatímco další bratr byl zasnoubený jednou, ale vztah zničila rodinná proslulost. Jeho třetí syn, Howard Ronald Stuart-Houston, pracoval jako zvláštní agent v oddělení kriminálního vyšetřování finančního úřadu (IRS) a 14. září 1989 zemřel při autonehodě.
William Patrick Stuart-Houston zemřel dne 14. července 1987 v Patchogue. Jeho ostatky byly uloženy vedle jeho matky na hřbitov Holy Sepulchre Cemetery v Coramu ve státě New York. Jeho žena Phyllis zemřela v roce 2004.

## V médiích
Příběh rodiny a Bridgetiny vzpomínky poprvé publikoval Michael Unger v deníku Liverpool Daily Post v roce 1973. Unger také upravil paměti Bridget Dowlingové, které byly poprvé publikovány pod názvem The Memoirs of Bridget Hitler v roce 1979; zcela aktualizovaná verze s názvem The Hitlers of Liverpool vyšla v roce 2011.
Román Beryl Bainbridgeové Young Adolf z roku 1978 líčí údajnou návštěvu třiadvacetiletého Adolfa Hitlera v letech 1912–1913 u jeho liverpoolských příbuzných. Bainbridgeová příběh adaptovala s režisérem Philipem Savillem do podoby divadelní hry pod názvem The Journal of Bridget Hitler, která byla v roce 1981 vysílána jako Playhouse (BBC 2).
Komiks Granta Morrisona a Steva Yeowella The New Adventures of Hitler z roku 1989 je rovněž založen na údajné návštěvě Liverpoolu.[zdroj?]
V říjnu 2005 odvysílal kanál The History Channel hodinový dokument s názvem Hitler's Family, v němž jsou William Patrick Hitler a další příbuzní Adolfa Hitlera popsáni.[zdroj?]
Společnost Netflix odvysílala dokumentární film s názvem The Pact: Le serment des Hitler (2014), režírovaný Emmanuelem Amarou, který byl označen jako rekapitulace Hitlerova života a zkoumání rodinné linie.
William Patrick Hitler byl ztvárněn ve skeči „Willy Hitler Fights the Germans“ v epizodě z 19. června 2018 amerického televizního seriálu Comedy Central Drunk History, která byla odvysílána jako 8. epizoda 5. řady tohoto seriálu.